# Chilades naidina
Chilades naidina is een vlinder uit de familie van de Lycaenidae. De wetenschappelijke naam van de soort is voor het eerst gepubliceerd in 1886 door Arthur Gardiner Butler.
De soort komt voor in Somalië.